# Diez héroes de West Point
Diez héroes de West Point es un filme estadounidense de 1942, dirigido por Henry Hathaway. Protagonizado por George Montgomery, Maureen O'Hara, John Sutton y Laird Cregar en los papeles principales.
Fue candidato al premio Oscar 1943, a la Mejor fotografía en blanco y negro (Leon Shamroy).

## Sinopsis
La trama gira en torno a los inicios de la célebre academia militar estadounidense West Point y la Conquista del Oeste. Se produce una rebelión indígena y los cadetes acuden a sofocarla. También, en torno a los enfrentamientos entre dos cadetes enamorados de la misma mujer

## Comentarios
Blake Edwards participó en un papel secundario y no aparece mencionado en los créditos.
Quizá lo más importante de esta película estriba en que relata la creación de la academia West Point y que de la primera promoción surgieron 10 personalidades históricas.
- Datos: Q3517941